# Evening Falls...
Evening Falls... è una canzone della cantante e musicista irlandese Enya, pubblicata nel 1989 come secondo singolo estratto dall'album Watermark.

## Il Singolo

### Tracce
Testi di Roma Ryan, musiche di Enya.
1. Evening Falls... – 3:46
2. Oíche Chiún (Silent Night) – 3:47
3. Morning Glory – 2:27

### Descrizione
Questo brano presenta notevoli differenze rispetto ad Orinoco Flow, divenuto un singolo di grande successo grazie al suo ritmo allegro ed esotico. La nuova canzone è infatti caratterizzata da una melodia dolce e struggente e presenta il tema della lontananza da casa, della perdizione di una donna smarrita soprattutto psicologicamente. La profondità di queste immagini è resa con grande forza dalla voce di Enya, che si esprime in questo brano al massimo della sua vocalità.

### Video
Come dichiarato dalla stessa Enya in un'intervista, il video musicale realizzato per questa canzone racconta una storia di fantasmi, ideata da Roma Ryan. La vicenda è incentrata su una donna che vive in America ed è tormentata da sogni in cui vaga per le stanze di una casa sconosciuta. Vari anni dopo si trasferisce con il marito in Inghilterra e riconosce la casa dei suoi sogni. Una volta entrata le persone che vi abitano sono spaventate da lei e, quando la donna chiede spiegazioni, dichiarano di averla vista ogni notte vagare intorno alla casa come un fantasma.
Il video è in bianco e nero ed è caratterizzato da inquadrature fatte dalla telecamera che si muove per le stanze della casa a cui si alternano scene in cui l'immagine di Enya che canta è riflessa su un pannello che si muove al soffio del vento. Nell'insieme l'atmosfera che si crea è decisamente misteriosa, in particolare grazie alle immagini di una civetta, una candela che si spegne, delle foglie secche che cadono su una rampa di scale e una bambola di porcellana dimenticata.

## Classifiche

### Classifiche internazionali
| Classifica (1989) | Posizione massima |
| ----------------- | ----------------- |
| Irlanda           | 3                 |
| Nuova Zelanda     | 14                |
| Paesi Bassi       | 32                |
| Regno Unito       | 20                |